# Classe Swiftsure (sous-marin)
Pour les autres classes de navires du même nom, voir Classe Swiftsure.
La classe Swiftsure est la troisième classe de sous-marins nucléaires  de la Royal Navy propulsée par réacteur nucléaire britannique. Les six unités de cette classe, construites à Barrow-in-Furness par le chantier naval Vickers, servirent de 1974 jusqu'en 2010.

## Conception

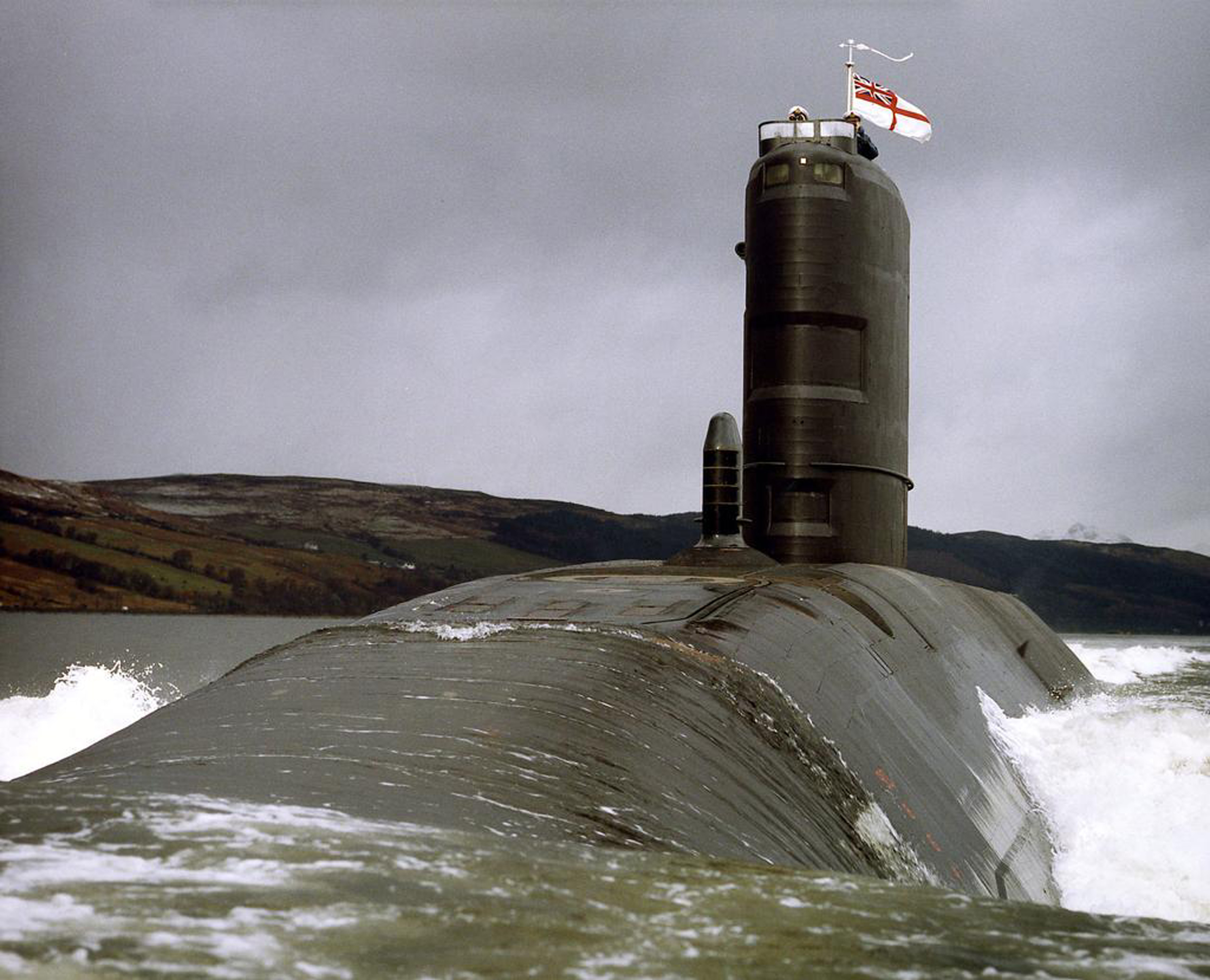
Le en 1995.

C'est la première classe de sous-marins qui abandonne la propulsion par hélice pour l'hydrojet.
Ils étaient équipés de trois sortes principaux d'armement :
- torpille Tigerfish ou torpille Spearfish
- AGM-84 Harpoon (missile anti-navire)
- BGM-109 Tomahawk (missile de croisière) à partir de la fin des années 1990

## Service
Ils sont remplacés par les unités de la classe Astute.

## Les sous-marins de classe Swiftsure
| no de coque | Nom                      | Lancement        | Service effectif  | Chantier naval            | Fin de carrière   | Notes                                                       |
| ----------- | ------------------------ | ---------------- | ----------------- | ------------------------- | ----------------- | ----------------------------------------------------------- |
| S126        | HMS Swiftsure            | 7 septembre 1971 | 17 avril 1973     | Vickers Barrow-in-Furness | 1992              | Déclassé dès 1992 à cause des dommages subis lors d'essais. |
| S108        | HMS Sovereign            | 17 février 1973  | 11 juillet 1974   | Vickers Barrow-in-Furness | 12 septembre 2006 |                                                             |
| S109        | HMS Superb               | 30 novembre 1974 | 13 novembre 1976  | Vickers Barrow-in-Furness | 26 septembre 2008 |                                                             |
| S104        | HMS Sceptre              | 20 novembre 1976 | 14 février 1978   | Vickers Barrow-in-Furness | 10 décembre 2010  |                                                             |
| S105        | HMS Spartan              | 7 avril 1978     | 20 septembre 1979 | Vickers Barrow-in-Furness | janvier 2006      |                                                             |
| S106        | HMS Splendid (ex-Severn) | 5 octobre 1979   | 21 mars 1981      | Vickers Barrow-in-Furness | 2004              |                                                             |

### Sources et bibliographie
- (en) Robert Gardiner, Conway's All the World's Fighting Ships 1947-1995, Conway Maritime Press, 1995  (ISBN 0-85177-605-1)